# Strada sterrata

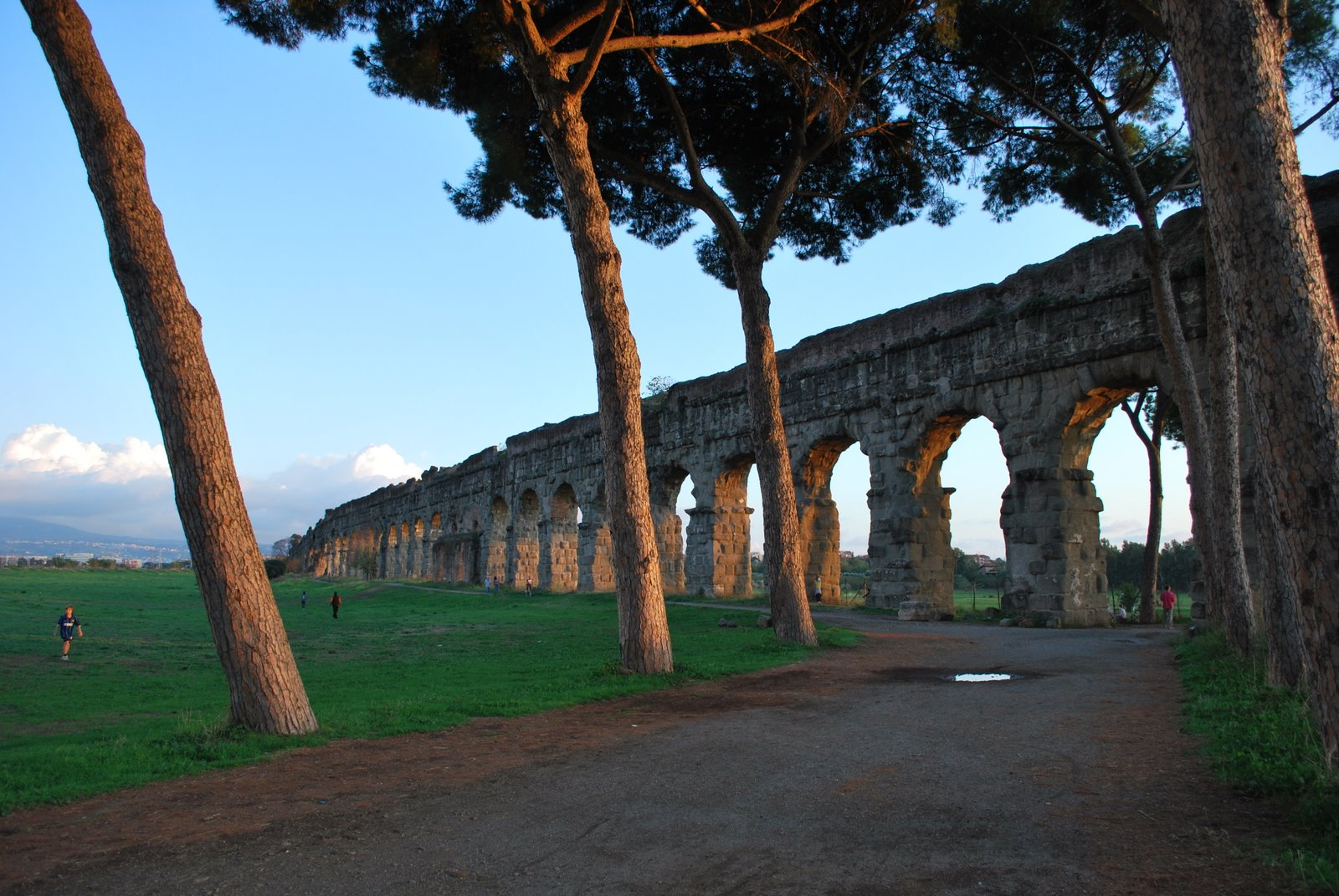
Una strada sterrata nel parco degli Acquedotti di Roma

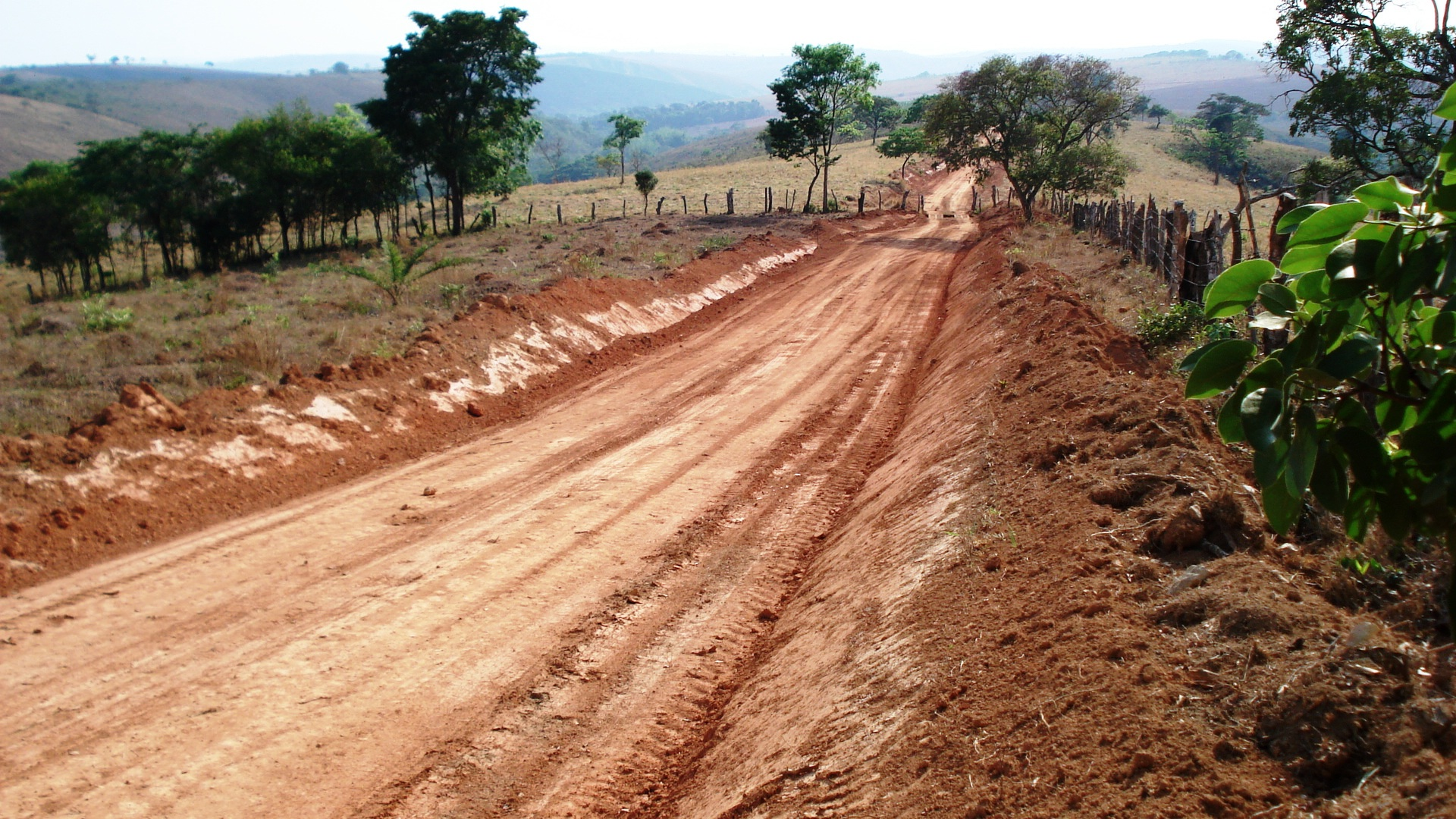
Uno sterrato in Brasile

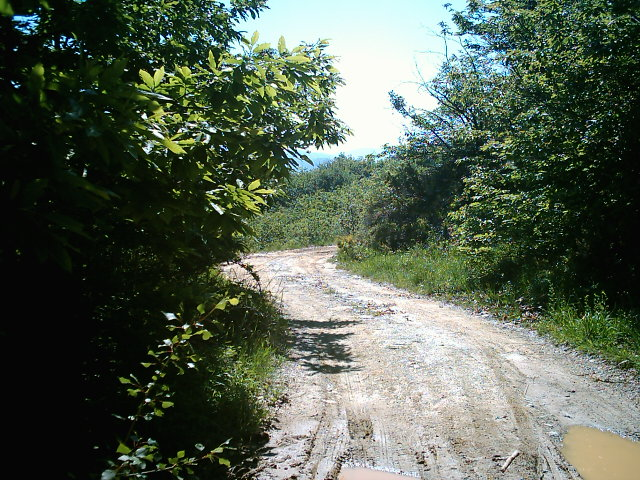
Strada sterrata presso monte Colma in Piemonte, Italia

Una strada sterrata (o carrareccia) è una strada di campagna priva di pavimentazione, adatta al transito di carri o macchine agricole, mezzi
fuoristrada e, con difficoltà, di altri veicoli. Onde evitare che diventi eccessivamente fangosa, una strada sterrata può essere opportunamente ricoperta con uno strato di sassi o ghiaia (strada bianca o glareum in latino) allo scopo di favorire lo scorrimento delle ruote limitando così il loro affondamento nel terreno.

## Descrizione
Le strade rurali prive di pavimentazione, qualora inidonee al transito di qualsiasi veicolo e adatte esclusivamente al passaggio di pedoni, animali da soma o greggi di bestiame, sono denominate rispettivamente sentieri, mulattiere e tratturi.

### Uso ricreativo
Le strade bianche possono essere usate anche a fini ricreativi, per la pratica di sport o attività all'aperto, come trekking, equiturismo, escursioni someggiate, ciclismo, enduro, quad, mountain bike, ecc. In zone di particolare pregio storico o turistico, esistono enti o comitati che si preoccupano della salvaguardia di questo tipo di strade, anche per evitare un'eccessiva espansione dell'asfalto e di conseguenza del traffico motorizzato.